# Карлгайнц Штайнмюллер
Калгайнц Штайнмюллер (нім. Karlheinz Steinmüller) — німецький футуролог та письменник у жанрі наукової фантастики.

## Біографія
Народився 4 листопада 1950 року у місті Клінгентал, Саксонія, Німеччина. Після закінчення середньої школи, вступив на фізичну спеціальність до Технічного університету Хемніца (1969—1973). У 1973—1976 роках навчався на філософському факультеті аспірантури Гумбольдтського університету Берліна, а 1977 року отримав науковий ступінь доктора філософії, захистивши дисертацію на тему «Машинна теорія життя: філософські проблеми біологічного механіцизму». Ба більше, Карлгайнц Штайнмюллер — один із найвідоміших сучасних німецьких футорологів.
1973 року одружився з Ангелою Штайнмюллер. Почав свою письменницьку кар'єру 1977 року, опублікувавши оповідання «Всі прокляття світу». 1979 року видав власну збірку оповідань під назвою «Останній день на Венері». З 1980-х почав писати у співавсторстві зі своєю дружиною. Їхнім першим спільним твором став роман — «Андимон» (1982). У своїх творах подружжя, опираючись на аналіз соціальних механізмів та структур, зображує розвиток людства у космічних масштабах.
Згідно з результатами опитування 1989 року письменники стали найвідомішими науковими фантастами у Східній Німеччині (НДР). Ба більше, Штайнмюллери тричі ставали лауреатами премії імені Курда Лассвіца у категорії «Найкраще науково-фантастичне оповідання року». У період між 2003 та 2014 роками вийшло повне семитомне видання творів подружжя.

## Твори (вибране)

### Романи
- Andymon (1982) — «Ендимон»;
- Pulaster (1986) — «Пуластер»;
- Der Traummeister (1990) — «Володар снів».

### Збірки
- Windschiefe Geraden (1984) — «Мимобіжні прямі»;
- Der Traum vom Großen Roten Fleck und andere Science-fiction-Geschichten (1985) — «Сон про велику червону пляму»;
- Warmzeit: Geschichten aus dem 21. Jahrhundert (2003) — «Час потепління. Оповідання з 21 століття»;
- Spera: Ein phantastischer Roman in Erzählungen (2004) — «Спера. Фантастичний роман в оповіданнях»;
- Computerdämmerung: Phantastische Erzählungen (2010) — «Занепад комп'ютерів. Фантастичні оповідання».

### Нехудожня література
- Darwins Welt (2008) — «Дарвінів світ».